# Bazanit

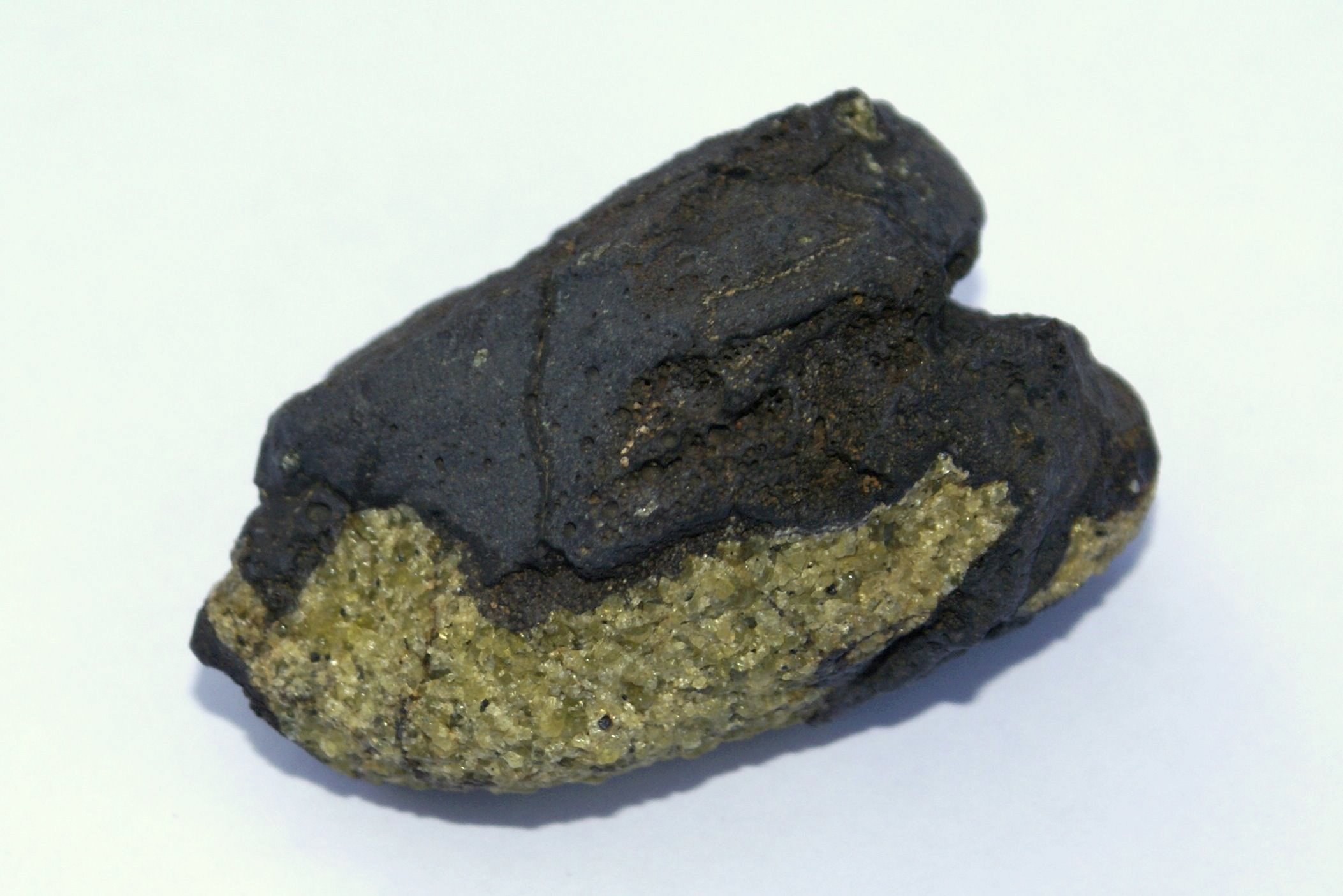
Mała bomba wulkaniczna z bazanitu i dunitu z wyspy Reunion

Bazanit – wylewna skała magmowa, oliwinowa odmiana tefrytu. Składa się głównie z plagioklazu, nefelinu lub leucytu, piroksenu i oliwinu oraz akcesoryczne tlenki żelaza i tytanu jak ilmenit, magnetyt, ulvöspinel.
Z wyglądu bardzo podobny do bazaltu. W badaniach polowych obie skały są nie do odróżnienia.
Mieści się wraz z tefrytem w polu 14 diagramu QAPF skał wulkanicznych.
W klasyfikacji TAS bazanit wraz z tefrytem zajmuje pole U1 (bazanity i tefryty).
W przemyśle wydobywczym zwykle nazywany bazaltem.
Z bazanitu zbudowana jest m.in. Ostrzyca Proboszczowicka, Wilcza Góra i wiele innych wzniesień na Pogórzu Kaczawskim, należących do środkowoeuropejskiej prowincji bazaltowej. Wraz z bazaltem buduje archipelag Wysp Hawajskich.